# Сахновецька сільська рада (Шепетівський район)
Сахнове́цька сільська́ ра́да — орган місцевого самоврядування Сахновецької сільської громади Шепетівського району Хмельницької області. Знаходиться у селі Сахнівці.

## Склад ради
Рада складається з 14 депутатів та голови.
- Голова ради: Данюк Анатолій Леонідович

### Керівний склад попередніх скликань
| Прізвище, ім'я, по батькові | Основні відомості                                                 | Дата обрання | Дата звільнення |
| --------------------------- | ----------------------------------------------------------------- | ------------ | --------------- |
| Данюк Анатолій Леонідович   | Сільський голова, 1962 року народження, освіта вища, безпартійний | 26.03.2006   | 31.10.2010      |
| Данюк Анатолій Леонідович   | Сільський голова, 1962 року народження, освіта вища, безпартійний | 31.10.2010   |                 |

Примітка: таблиця складена за даними сайту Верховної Ради України

### Депутати
За результатами місцевих виборів 2010 року депутатами ради стали:

#### За суб'єктами висування
| Суб'єкт висування                 | Кількість обраних депутатів | %    |
| --------------------------------- | --------------------------- | ---- |
| Самовисування                     | 11                          | 78,6 |
| Народна партія                    | 2                           | 14,3 |
| Політична партія «Сильна Україна» | 1                           | 7,1  |

#### За округами
| № округу                          | Прізвище, ім'я, по батькові    | Дата визнання обраним | Освіта             | Партійна приналежність                       | Відомості про обраного депутата                               |
| --------------------------------- | ------------------------------ | --------------------- | ------------------ | -------------------------------------------- | ------------------------------------------------------------- |
| Народна Партія                    |                                |                       |                    |                                              |                                                               |
| 1                                 | Мартинюк Леонід Миколайович    | 04.11.2010            | середня            | член Політичної партії «Народна Самооборона» | ТОВ СГП «Агрос-Віста», зав.складом ПММ                        |
| 9                                 | Міщук Віра Анатоліївна         | 04.11.2010            | вища               | член Народної партії                         | Сахновецький фельдшерсько-акушерський пункт, завідувачка      |
| Політична партія «Сильна Україна» |                                |                       |                    |                                              |                                                               |
| 10                                | Маслюк Олександр Володимирович | 04.11.2010            | середня            | член Політичної партії «Сильна Україна»      | ТОВ СГП «Агрос-Віста», тракторист                             |
| Самовисування                     |                                |                       |                    |                                              |                                                               |
| 2                                 | Кальчук Микола Іванович        | 11.01.2011            | середня спеціальна | член Всеукраїнського об'єднання «Свобода»    | ТОВ «Агрос-Віста», заступник директора                        |
| 3                                 | Власюк Світлана Юріївна        | 04.11.2010            | вища               | позапартійна                                 | Сахновецька сільська рада, головний бухгалтер                 |
| 4                                 | Закліцька Наталія Миколаївна   | 04.11.2010            | вища               | позапартійна                                 | Сахновецька сільська бібліотека, бібліотекар                  |
| 5                                 | Ящук Володимир Серафимович     | 04.11.2010            | середня            | позапартійний                                | ТОВ СГП «Агрос-Віста», тракторист                             |
| 6                                 | Приймак Юрій Володимирович     | 04.11.2010            | вища               | позапартійний                                | Храм Св. Іоанна Богослова, настоятель                         |
| 7                                 | Ткачук Петро Мартинович        | 04.11.2010            | вища               | позапартійний                                | КП"Сахнівське", директор                                      |
| 8                                 | Семенишина Майя Василівна      | 04.11.2010            | вища               | позапартійна                                 | Сахновецький Будинок культури, директор                       |
| 11                                | Собчук Лариса Панасівна        | 04.11.2010            | вища               | позапартійна                                 | Кропивнянський сільськийклуб, завідувачка                     |
| 12                                | Таратасюк Ніна Костянтинівна   | 04.11.2010            | вища               | позапартійна                                 | Сахновецька сільська рада, бухгалтер                          |
| 13                                | Лаврищук Катерина Олексіївна   | 04.11.2010            | вища               | член Єдиного Центру                          | тимчасово не працює                                           |
| 14                                | Мінженер Дмитро Дмитрович      | 04.11.2010            | вища               | позапартійний                                | Сахновецька загальноосвітня школа, вчитель трудового навчання |

## Господарська діяльність
Основним видом господарської діяльності населених пунктів сільської ради є сільськогосподарське виробництво. Воно складається з сільськогосподарського товариства з обмеженою відповідальністю ТОВ «Агрос-Віста» і індивідуальних селянських (фермерських) господарств. Основним видом сільськогосподарської діяльності є вирощування зернових і технічних культур, виробництво м'ясо-молочної продукції; допоміжним — вирощування овочевих культур.
На території сільської ради знаходиться кар'єр торфорозробки — в наш час[коли?] не діючий; гідрологічний заказник «Сахнівський». В селі Сахнівці працює млин.
Територією Сахновецької сільської ради, з півночі на південь, пролягає територіальний автомобільний шлях Корець — Антоніни Т 1804.